# Dhutanga
Dhutanga (páli: dhutaṅga, thajština: thudong) je seznam třinácti pravidel, které popisují asketické praktiky prováděné buddhistickými mnichy. Ačkoliv tyto praktiky nejsou povinné, mají přispět k rychlejšímu dosažení nirvány. Tato pravidla mají za úkol redukovat potřeby člověka na minimum, a zbavit ho hlavních jedů na cestě k osvobození. Pokud praktikování dhutangy představuje pro člověka velké obtíže, neměla by být praktikována, protože by se mohla stát extrémní cestou, a Buddha pokládá za jedinou správnou cestu mírnou.  Nejvíce mnichů, kteří se řídí touto praxí, se nachází v Thajsku, kde je thérávádový buddhismus státním náboženstvím, a žijí v tzv. lesních klášterech. Užívají této praxe, aby se odloučili od všech hmotných věcí, včetně svého těla. Mezi známé mnichy moderní doby praktikující dhutangu patří například Ajahn Mun Bhuridatta, Ajahn Thate či Bhante Nanadipa. 

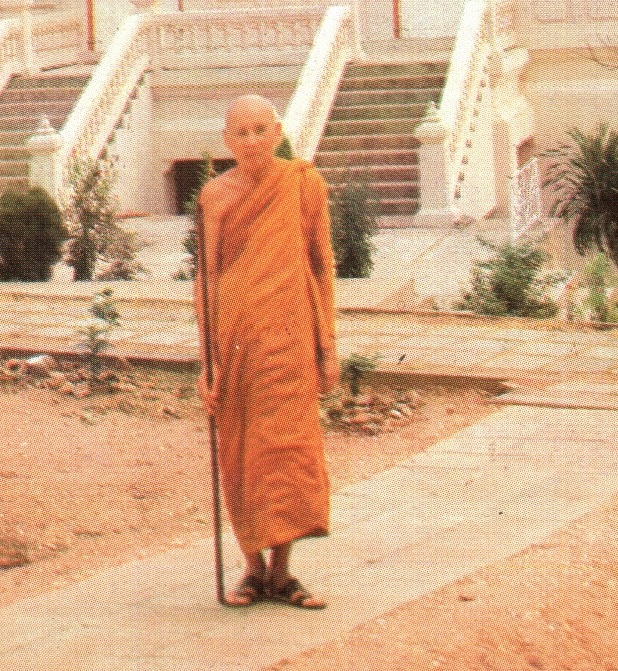
Ajahn Thate

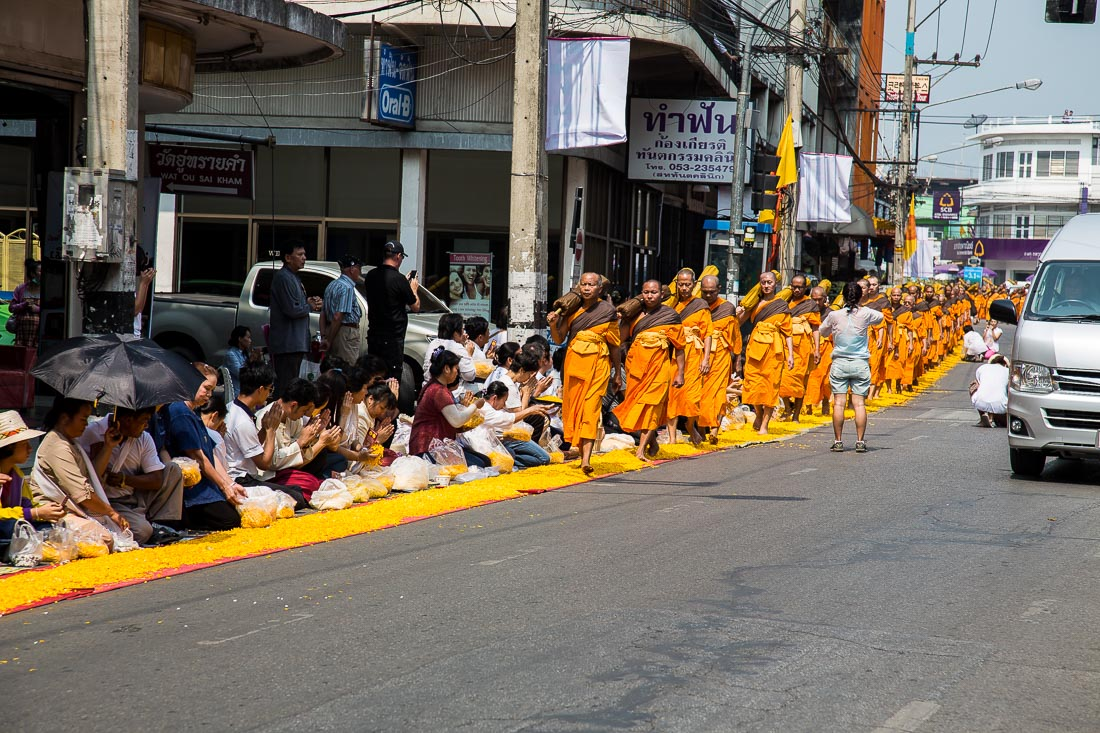
thajští mniši "thudong"

## 13 praktik
1.    paṃsukūla – praktikující nosí šaty jiným jedincem nechtěné a vyřazené.
2.    tecīvarika – znamená v překladu „troje šaty“ a požaduje vlastnit pouze tři kusy oděvu. Toto pravidlo má umožnit snadné cestování a ušetřit nás od péče o oblečení.
3.    piṇḍapāta – v překladu „jídlo nabídnuté do misky“. Toto pravidlo určuje, že mnich získává jídlo do své misky pomocí almužny.
4.    sapadānacārika – v překladu „dům od domu“. Mnich by si během almužny neměl vybírat, do kterých z domů půjde požádat o jídlo, neměl by zohledňovat bohatství anebo vztahy, které s danými lidmi má.
5.    ekāsanika – „ten kdo má zvyk jíst na jednom místě“, toto pravidlo spočívá v jezení jednoho jídla denně, a odmítání jídla, které je nabízeno před polednem. Jakmile se mnich usadí, aby se najedl, po opuštění tohoto místa nejí do následujícího dne.
6.    pattapiṇḍika – tedy „dát jídlo do misky“, vyžaduje jíst jídlo pouze pomocí misky, smíchané dohromady, bez jiného nádobí, či příborů. Praktikující by se měl ovšem vyhnout míchání jídel, které dohromady nejsou slučitelné a tvoří nechutnou směs, popřípadě sníst nejdříve první nabízené jídlo, a následně druhé.
7.    khalupacchābhattika – je praktika, která určuje nebrat si žádné další jídlo, poté co člověk již jednou odmítl.
8.    āraññika – mnichům přikazuje nebydlet na vesnici, ani ve městě, žít daleko od obydlených oblastí.
9.    rukkhamūla – ukládá žít bez střechy nad hlavou, pod stromem.
10.  abbhokāsika – vybízí k přebývání na místech bez jakéhokoliv zastřešení, praktikující se vzdává „střech a stromů“. Někteří z mnichů odmítají setrvat i ve stínu stromů či zdí.
11.  susānika – ukládá žít blízko otevřených krematorií (např. kremační gháty), hřbitovů či jiných míst, kde se mnich denně setká se smrtí. Praktikování má přispět k uvědomění si života a smrti a vnímání její nevyhnutelnosti.
12.  yathāsantatika – ukládá mnichovi povinnost, přijmout jakékoliv místo, které mu je přiděleno ke spánku, bez ohledu na to, jestli je pro něj vhodné či bezpečné.
13. nesajjika – v překladu „ten kdo má ve zvyku sedět“. Tato praxe ukládá mnichovi nikdy neuléhat, mnich by měl dokonce i spát v sedě. 